# Mira Estrela
Mira Estrela este un oraș în São Paulo (SP), Brazilia.